# رفقا
رفقا (اسپانیایی: Colegas‎) فیلمی اسپانیایی به کارگردانی اِلوی دِ لا ایگلسیا است که در سال ۱۹۸۲ منتشر شد. این فیلم که با بودجه کم و بدون بازیگران حرفه‌ای ساخته شد، مورد انتقاد منتقدان سینما قرار گرفت اما یک موفقیت تجاری در گیشه بود و یکی از فیلم هیا کلاسیک ژانر کینکی محسوب می‌شود.

## گزیدهٔ بازیگران
- آنتونیو فلورس
- روساریو فلورس
- انریکه سان فرانسیسکو
- خوزه مانوئل سروینو
- خوزه لوئیس فرناندس